# Nekrolog 1732
Nekrolog
◄◄
| ◄
| 1728
| 1729
| 1730
| 1731
| 1732 | 1733 | 1734 | 1735 | 1736 | ► | ►►
Weitere Ereignisse | Allgemeiner Nekrolog 1732
Die Beschreibung der verstorbenen Person sollte so kurz wie möglich gehalten sein und nur deren signifikante Tätigkeit(en) enthalten.
Neue Namen ggf. auch unter dem Geburts- und Sterbedatum, also etwa unter 1. Januar und im Geburts- und Sterbejahr (2024) eintragen (nur bei entsprechender großer Wichtigkeit). Für Beispiele siehe die schon vorhandenen Artikel.
Außerdem über die fünf zuletzt Verstorbenen, zu denen es einen ausreichend guten Artikel für eine Präsentation auf der Hauptseite gibt, nach der todesbedingten Überarbeitung der Artikel ggf. auch unter Wikipedia Diskussion:Hauptseite informieren und sie am besten auch in den anderen Wikipedia-Sprachversionen eintragen. Tipp: Regelmäßig bei news.google.de nach „ist tot“, „gestorben“ oder „verstorben“ suchen.
Wenn eine Person gestorben ist, gibt es viele Seiten zu dieser Person in der Wikipedia, die davon auch betroffen sind und entsprechend aktualisiert werden müssen. Beispiele: Namenübersichtsseite, Geburtsjahr, Geburtsort-Seiten und viele mehr.
Wie finde ich die betroffenen Seiten?
Im Suchfeld auf der linken Seite gibt man den Suchbegriff so ein: „Vorname Nachname“. Dann klickt man auf Volltext und alle Seiten mit entsprechendem Suchtext werden aufgerufen. Hier sieht man dann schnell, wo auch das Todesjahr Sinn macht oder sogar ein Teil des Artikels angepasst werden muss. Auch hilft das „Werkzeug“ auf der linken Seite sehr gut, um solche Seiten aufzufinden: „Links auf diese Seite“. Somit ist die Wikipedia wieder aktuell in allen Bereichen! Hinweis: bei Eintragung der Kategorie „Gestorben JAHR“ wird der Missbrauchsfilter 49 ausgelöst, was jedoch nicht schlimm ist. Siehe: Spezial:Missbrauchsfilter/49
Dies ist eine Liste von im Jahr 1732 verstorbenen bekannten Persönlichkeiten. Die Einträge erfolgen innerhalb der einzelnen Daten alphabetisch sortiert. Tiere sind im Nekrolog für Tiere zu finden.

## Januar
| Tag        | Name                            | Beruf, bekannt als | Alter | Beleg |
| ---------- | ------------------------------- | --- | ----- | ----- |
| 1. Januar  | Nicolo Grimaldi                 | neapolitanischer Sänger (Sopran)                                                                                       |       |       |
| 2. Januar  | Peter Hohmann                   | deutscher Handels- und Ratsherr                                                                                        | 68    |       |
| 5. Januar  | Alonso Messia Bedoya            | peruanischer Geistlicher                                                                                               | 76    |       |
| 6. Januar  | Johannes Ens                    | niederländischer reformierter Theologe                                                                                 | 49    |       |
| 11. Januar | Christoph Gensch von Breitenau  | deutscher Rechtsgelehrter, schleswig-holsteinischer Diplomat                                                           | 93    |       |
| 11. Januar | Hartwig Johann Moller           | deutscher Jurist, Oberaltensekretär und Ratsherr in Hamburg                                                            | 54    |       |
| 13. Januar | Conrad Quensel                  | schwedischer Astronom und Mathematiker                                                                                 | 55    |       |
| 13. Januar | Heinrich von Reventlow          | Kaiserlicher Hofrat, und Klosterpropst zu Uetersen                                                                     |       |       |
| 15. Januar | Christian Ludovici              | deutscher Hochschullehrer                                                                                              | 69    |       |
| 15. Januar | Christoph Rudolf von Schliewitz | preußischer Generalmajor, Chef des Infanterie-Regiments Nr. 9, Kommandeur von Hamm, Erbherr auf Mitteldorf und Kattern |       |       |

## Februar
| Tag         | Name                      | Beruf, bekannt als | Alter | Beleg |
| ----------- | ------------------------- | --- | ----- | ----- |
| 2. Februar  | Gottfried Steinbrecher    | deutscher Schulrektor und Philologe                                                                                           | 69    |       |
| 6. Februar  | Hans Caspar von Bothmer   | deutsch-britischer Diplomat und Politiker                                                                                     | 75    |       |
| 17. Februar | Louis Marchand            | französischer Cembalist, Organist und Komponist                                                                               | 63    |       |
| 17. Februar | Conrad Werner Wedemeyer   | deutscher Gutsbesitzer, Königlich Großbritanischer und Kurfürstlich Braunschweigisch Lüneburgischer Oberamtmann zu Lauenstein |       |       |
| 20. Februar | Nikolaus Pálffy           | Generalfeldmarschall und ungarischer Palatin                                                                                  | 74    |       |
| 20. Februar | Balthasar Permoser        | deutscher Bildhauer | 80    |       |
| 22. Februar | Francis Atterbury         | englischer Bischof von Rochester                                                                                              | 68    |       |
| 23. Februar | Hans Erdmann von Lüderitz | preußischer Generalmajor der Kavallerie sowie Erbherr auf Wittenmoor, Einwickel und Arensdorf                                 |       |       |
| 24. Februar | Prospero Marefoschi       | italienischer Kurienkardinal                                                                                                  | 78    |       |
| 26. Februar | Cornelis van Eck          | niederländischer Jurist | 69    |       |
| 26. Februar | Giacomo Serpotta          | italienischer Bildhauer und Dekorateur des Barock                                                                             | 75    |       |
| 28. Februar | Adam Pantke               | deutscher Kirchenhistoriker                                                                                                   | 55    |       |
| 29. Februar | André-Charles Boulle      | französischer Möbeltischler                                                                                                   | 89    |       |

## März
| Tag      | Name                               | Beruf, bekannt als                                         | Alter | Beleg |
| -------- | ---------------------------------- | ---------------------------------------------------------- | ----- | ----- |
| 9. März  | Giuseppe Antonio Bernabei          | italienischer Komponist und Hofkapellmeister               |       |       |
| 11. März | Georg Balthasar von Samitz         | dänischer Generalmajor                                     |       |       |
| 13. März | Giovanni Batista Brentano-Cimaroli | Unternehmer                                                |       |       |
| 16. März | Joachim Justus Breithaupt          | deutscher Theologe, Homiletiker und Kirchenlieddichter     | 74    |       |
| 21. März | Johann Ernst von Hanxleden         | deutscher Jesuit, Missionar und Orientalist                |       |       |
| 23. März | Friedrich II.                      | Herzog von Sachsen-Gotha (1691–1732)                       | 55    |       |
| 25. März | Lucia Filippini                    | Gründerin der Schwesternkongregation Maestre Pie Filippini | 60    |       |
| 26. März | Friedrich von Baden-Durlach        | Markgraf von Baden                                         | 28    |       |
| 31. März | Franz Mozart                       | deutscher Bildhauer                                        |       |       |

## April
| Tag           | Name                                   | Beruf, bekannt als | Alter | Beleg |
| ------------- | -------------------------------------- | --- | ----- | ----- |
| 1. April      | Johann Burckhardt Mencke               | deutscher Jurist und Historiker                                                                                           | 57    |       |
| 2. April      | Joachim Meier                          | deutscher Schriftsteller                                                                                                  | 70    |       |
| 3. April      | Wolfgang Philipp Kilian                | deutscher Kupferstecher                                                                                                   | 77    |       |
| 4. April      | Johann Jacob Schoy                     | österreichischer Bildhauer                                                                                                | 45    |       |
| 5. April      | Johann Christian Schieferdecker        | Komponist und Organist | 52    |       |
| 7. April      | Martin Arend von Dockum                | königlich preußischer Generalmajor, Chef des Dragoner-Regiments Nr. 7                                                     |       |       |
| 9. April      | Johann Franz Born                      | deutscher Stifter und Ratsherr                                                                                            | 62    |       |
| 11. April     | Franz Knoller                          | österreichischer Orgelbauer                                                                                               |       |       |
| 18. April     | Franz Ludwig von Pfalz-Neuburg         | Fürstbischof von Breslau; Bischof von Worms; Erzbischof von Mainz; Erzbischof von Trier; Hochmeister des Deutschen Ordens | 67    |       |
| 24. April     | Johann Michael Ludwig Rohrer           | deutscher Baumeister |       |       |
| 28. April     | Heinrich von Brömbsen                  | Bürgermeister der Hansestadt Lübeck                                                                                       |       |       |
| 28. April     | Thomas Parker, 1. Earl of Macclesfield | britischer Politiker und Lordkanzler                                                                                      | 64    |       |
| vor 11. April | Michael Rohde                          | deutscher Organist und Komponist                                                                                          | 51    |       |

## Mai
| Tag     | Name                           | Beruf, bekannt als                                                                             | Alter | Beleg |
| ------- | ------------------------------ | ---------------------------------------------------------------------------------------------- | ----- | ----- |
| 2. Mai  | Albrecht Joachim von Krakevitz | Generalsuperintendent von Schwedisch Pommern in Greifswald                                     | 57    |       |
| 3. Mai  | Christoph Fürer von Haimendorf | deutscher Dichter des Barock, Nürnberger Patrizier                                             | 68    |       |
| 7. Mai  | Franz Matthias Hiernle         | deutscher Barock-Bildhauer                                                                     | 54    |       |
| 16. Mai | Ulrich Johann Voigt            | deutscher Violinist, Komponist und Stadtmusikus                                                | 63    |       |
| 17. Mai | Josef Hartmann                 | österreichischer Politiker, Richter und Wiener Bürgermeister                                   |       |       |
| 19. Mai | Hans George von Zehmen         | Königlich-Polnischer und Kurfürstlich-Sächsischer Kammerrat                                    | 65    |       |
| 21. Mai | Alvise Mocenigo III.           | Doge von Venedig                                                                               | 69    |       |
| Mai     | Bartolomeo Bernardi            | italienischer Violinist und Komponist                                                          |       |       |
| Mai     | John Erskine, 23. Earl of Mar  | schottischer Adeliger, 23. Earl of Mar; militärische Führer im ersten Jakobitenaufstand (1715) |       |       |

## Juni
| Tag      | Name                                | Beruf, bekannt als                                           | Alter | Beleg |
| -------- | ----------------------------------- | ------------------------------------------------------------ | ----- | ----- |
| 1. Juni  | Benedict Leonard Calvert            | Gouverneur der Province of Maryland                          | 31    |       |
| 6. Juni  | Konrad Stein                        | deutscher Rechtswissenschaftler                              | 57    |       |
| 6. Juni  | Christoph Burckhard von Witzleben   | dänischer Kammerjunker, Landrat und Jägermeister             | 45    |       |
| 11. Juni | Adam Franz Karl                     | österreichischer Obersthofmarschall                          | 51    |       |
| 13. Juni | Johann Heinrich May der Jüngere     | deutscher Orientalist und Hebraist                           | 44    |       |
| 19. Juni | Johann Buxtorf                      | Schweizer reformierter Theologe und Orientalist              | 69    |       |
| 19. Juni | Julius Heinrich von Rehlingen-Radau | Ordensgeistlicher, Fürstpropst von Berchtesgaden (1723–1732) | 69    |       |
| 24. Juni | Johann Baptist Kral                 | österreichischer Steinmetzmeister des Barock                 |       |       |
| 26. Juni | Anton Detlev Jenner                 | deutscher Bildhauer und Bildschnitzer                        |       |       |

## Juli
| Tag      | Name                       | Beruf, bekannt als | Alter | Beleg |
| -------- | -------------------------- | --- | ----- | ----- |
| 3. Juli  | Karl Gustav Düker          | deutsch-baltischer Offizier und schwedischer Graf sowie Feldmarschall; Generalgouverneur von Livland und Präsident des Kriegskollegiums |       |       |
| 4. Juli  | Nicolaus Förster           | Buchdrucker-, -händler und Verleger in Hannover und Lüneburg                                                                            | 75    |       |
| 10. Juli | Ehrhard Johann Brumhard    | deutscher evangelischer Theologe und Pietist                                                                                            |       |       |
| 11. Juli | Theodor Eustach            | Pfalzgraf und Herzog von Pfalz-Sulzbach                                                                                                 | 73    |       |
| 16. Juli | Woodes Rogers              | Freibeuter, Gouverneur der Bahamas und Vorlage für Robinson Crusoe                                                                      |       |       |
| 16. Juli | Pier Francesco Tosi        | italienischer Sänger, Komponist und Autor                                                                                               | 77    |       |
| 17. Juli | Adam Christian Wacks       | deutscher Lokalpolitiker (Heilbronn) | 57    |       |
| 20. Juli | Francesco Bartolomeo Conti | italienischer Opernkomponist des Spätbarock                                                                                             | 50    |       |
| 21. Juli | David Gottlob von Gersdorf | preußischer Generalleutnant, Gouverneur der Festung Spandau                                                                             |       |       |
| 22. Juli | Paul Heermann              | deutscher Bildhauer |       |       |
| 26. Juli | Christian Sahme            | deutscher lutherischer Theologe, Mathematiker und Astronom                                                                              | 69    |       |
| 29. Juli | Luise von Anhalt-Dessau    | Prinzessin von Anhalt-Dessau, durch Heirat Fürstin von Anhalt-Bernburg                                                                  | 22    |       |
| Juli     | Johann Heinrich Gloger     | deutscher Orgelbauer |       |       |

## August
| Tag        | Name                         | Beruf, bekannt als                                                                        | Alter | Beleg |
| ---------- | ---------------------------- | ----------------------------------------------------------------------------------------- | ----- | ----- |
| 2. August  | Henriette Amalie von Friesen | Tochter des Freiherrn Heinrich von Friesen und der Gräfin Maria Margaretha von Lützelburg | 64    |       |
| 4. August  | Robert „King“ Carter         | Kolonist in Williamsburg, Virginia                                                        |       |       |
| 7. August  | Christian Masecovius         | deutscher lutherischer Theologe                                                           | 59    |       |
| 21. August | Benedikt Knittel             | deutscher Abt und Dichter                                                                 | 81    |       |
| 23. August | Felice Boselli               | italienischer Maler                                                                       | 82    |       |
| 24. August | Johann Georg Pritius         | deutscher evangelisch-lutherischer Theologe und Pfarrer                                   | 69    |       |
| 28. August | Imre Csáky                   | Kardinal der katholischen Kirche                                                          | 59    |       |

## September
| Tag           | Name                                     | Beruf, bekannt als                      | Alter | Beleg |
| ------------- | ---------------------------------------- | --------------------------------------- | ----- | ----- |
| 10. September | Jacques d’Allonville de Louville         | französischer Astronom und Mathematiker | 61    |       |
| 11. September | Johann von Klein                         | Jurist                                  | 73    |       |
| 12. September | Jean Philippe Eugène de Merode-Westerloo | kaiserlicher Feldmarschall              | 58    |       |
| 17. September | Josef Antonín Planický                   | tschechischer Komponist                 | 40    |       |
| 19. September | Ogasawara Nagashige                      | japanischer Daimyo                      | 82    |       |
| 22. September | Herman Moll                              | Kupferstecher, Kartograf, Verleger      |       |       |
| 24. September | Reigen                                   | 112. Tennō von Japan                    | 78    |       |
| 25. September | Matthias Dropa                           | deutscher Orgelbauer                    |       |       |
| 25. September | Michael Ernst Ettmüller                  | deutscher Mediziner                     | 59    |       |
| 26. September | Johan Lillienstedt                       | schwedischer Politiker                  | 77    |       |
| 27. September | Elias Räntz                              | deutscher Bildhauer des Barock          |       |       |

## Oktober
| Tag         | Name                                    | Beruf, bekannt als                              | Alter | Beleg |
| ----------- | --------------------------------------- | ----------------------------------------------- | ----- | ----- |
| 6. Oktober  | Andrea Stefano Fiorè                    | italienischer Komponist des Barock              |       |       |
| 6. Oktober  | Lars Ulstadius                          | finnischer lutherischer Geistlicher und Pietist |       |       |
| 6. Oktober  | Christian Vater                         | deutscher Mediziner                             | 80    |       |
| 13. Oktober | Johann Amsel                            | deutscher Rechtswissenschaftler                 | 67    |       |
| 14. Oktober | Bogislaw Bodo von Flemming              | deutscher Offizier, zuletzt General             | 61    |       |
| 14. Oktober | Gustaf Adam Taube                       | schwedischer Reichsrat und Feldmarschall        | 58    |       |
| 17. Oktober | Christoph Dorsch                        | deutscher Siegel-, Wappen- und Glasschneider    | 56    |       |
| 17. Oktober | John Maubray                            | schottischer Arzt                               |       |       |
| 20. Oktober | Caspar Bussing                          | deutscher Mathematiker, Theologe und Heraldiker | 74    |       |
| 22. Oktober | Augustyn Wincenty Locci                 | polnischer Architekt                            |       |       |
| 23. Oktober | Wriothesley Russell, 3. Duke of Bedford | britischer Adliger und Politiker                | 24    |       |
| 31. Oktober | Viktor Amadeus II.                      | König von Sizilien                              | 66    |       |

## November
| Tag          | Name                       | Beruf, bekannt als                                            | Alter | Beleg |
| ------------ | -------------------------- | ------------------------------------------------------------- | ----- | ----- |
| 5. November  | Richard Bradley            | englischer Botaniker                                          |       |       |
| 10. November | Adam Christian Thebesius   | deutscher Anatom, Namensgeber für einige Herzteile            | 46    |       |
| 15. November | Girolamo Frigimelica       | italienischer Architekt                                       | 79    |       |
| 15. November | Adolph Rodde               | Lübecker Kaufmann und Ratsherr                                |       |       |
| 22. November | Wenzel Niederwerfer        | böhmischer evangelisch-lutherischer Geistlicher und Theologe  |       |       |
| 25. November | Johann Heinrich von Berger | deutscher Jurist                                              | 75    |       |
| 27. November | Gebhard Levin Lüdecke      | Dekan des Stifts St. Cyriacus, Bürgermeister von Braunschweig | 70    |       |
| November     | Pieter van Gunst           | niederländischer Zeichner, Radierer und Kupferstecher         |       |       |

## Dezember
| Tag          | Name                                          | Beruf, bekannt als                                                                 | Alter | Beleg |
| ------------ | --------------------------------------------- | ---------------------------------------------------------------------------------- | ----- | ----- |
| 4. Dezember  | John Gay                                      | englischer Schriftsteller                                                          | 47    |       |
| 4. Dezember  | Jan Trip van Berckenrode                      | Bürgermeister von Amsterdam                                                        | 68    |       |
| 13. Dezember | Christian Heinrich Aschenbrenner              | deutscher Komponist und Violinist                                                  | 77    |       |
| 14. Dezember | Bernard d’Abbadie d’Arboucave                 | französischer Theologe und Bischof                                                 |       |       |
| 14. Dezember | Johann Philipp Förtsch                        | deutscher Komponist                                                                | 80    |       |
| 15. Dezember | Johann Baptist von Garelli                    | italienischer Arzt                                                                 | 83    |       |
| 15. Dezember | Daniel Bodo von der Schulenburg               | königlich-polnischer und kurfürstlich-sächsischer General                          | 69    |       |
| 17. Dezember | Carlo Archinto                                | italienischer Adliger                                                              | 62    |       |
| 17. Dezember | Josef Johann Adam                             | Fürst von Liechtenstein                                                            | 42    |       |
| 17. Dezember | Hans Philipp Praetorius                       | königlich-dänischer Generalmajor und zuletzt Kommandant von Kronborg               |       |       |
| 18. Dezember | Jean von L’Estocq                             | französisch-deutscher Arzt, Hofbarbier -Chirurg in Celle und Hannover              | 85    |       |
| 22. Dezember | David Rupert Erythropel                       | deutscher lutherischer Theologe                                                    | 79    |       |
| 22. Dezember | Johann Peter Münch von Münchenstein-Löwenburg | Schweizer Beamter                                                                  | 69    |       |
| 23. Dezember | Thomas Howard, 8. Duke of Norfolk             | englischer Adliger                                                                 | 49    |       |
| 26. Dezember | Giacomo Amato                                 | italienischer Architekt                                                            | 89    |       |
| 26. Dezember | Garlieb Sillem                                | Hamburger Bürgermeister                                                            | 56    |       |
| 26. Dezember | Johann von Wickede                            | deutscher Gutsbesitzer, dänischer Etatsrat und Domdechant des Lübecker Domkapitels | 68    |       |
| 28. Dezember | Johann Christian Kirchner                     | deutscher Bildhauer                                                                | 41    |       |
| 29. Dezember | Achilles August von Lersner                   | Frankfurter Patrizier und Chronist der Barockzeit                                  | 70    |       |
| 30. Dezember | Cornelio Bentivoglio                          | italienischer Kurienkardinal                                                       | 64    |       |
| 30. Dezember | Johann Henrich Kleinschmidt                   | deutscher Rechtswissenschaftler und Rechtswissenschaftler                          | 80    |       |
| 30. Dezember | Johann Niclas Müller                          | deutscher Müller, entwickelte die Mühlentechnik weiter                             | 63    |       |
| 30. Dezember | Ferdinand Orban                               | deutscher Jesuit, Sammler                                                          |       |       |

## Datum unbekannt
| Tag | Name                                 | Beruf, bekannt als                                                                        | Alter | Beleg |
| --- | ------------------------------------ | ----------------------------------------------------------------------------------------- | ----- | ----- |
|     | Francesco Barbella                   | italienischer Violinist und Komponist                                                     |       |       |
|     | Friedrich Wilhelm von Bicken         | Hofrat zu Wien, Mainzer Domherr, Erfurter Statthalter                                     |       |       |
|     | Otto Diedrich von Bülow              | Landkomtur des Deutschen Ordens in Sachsen                                                |       |       |
|     | Yirmisekiz Mehmed Çelebi             | Diplomat, Schriftsteller                                                                  |       |       |
|     | Changchub Dorje                      | tibetischer Karmapa, zwölfter in der Inkarnationsreihe                                    |       |       |
|     | Louis Feuillée                       | französischer Paulaner-Pater, Forschungsreisender, Astronom, Geograf und Botaniker        |       |       |
|     | Johann Gottfried Frisch              | bayerischer Bildhauer                                                                     |       |       |
|     | Michelangelo Gasparini               | italienischer Opernsänger (Countertenor), Gesangspädagoge und Komponist                   |       |       |
|     | Johann Hieronymus von und zum Jungen | kaiserlicher Feldmarschall                                                                |       |       |
|     | Jiang Tingxi                         | chinesischer Maler und ein Editor der Enzyklopädie Gujin tushu jicheng                    |       |       |
|     | Jacques de La Fontaine               | französischer Gobelinwirker und Hof-Tapezierer                                            |       |       |
|     | Álvaro de Navia Osorio y Vigil       | spanischer Diplomat, General und Militärschriftsteller                                    |       |       |
|     | Michael Rohde                        | deutscher Organist und Komponist                                                          |       |       |
|     | Johann Sigmund von Schwendy          | preußischer Generalleutnant, Chef des Infanterie-Regiments Nr. 24, Gouverneur von Spandau |       |       |
|     | Matthäus Nikolaus Stulick            | deutscher Musiker und Komponist der Barockzeit                                            |       |       |
|     | Martin von Thile                     | kurbrandenburgischer Obrist und Amtshauptmann von Koßlin und Kasimirsburg                 |       |       |
|     | Robert de Visée                      | Musiker und Sänger in Frankreich                                                          |       |       |